# Scriblerus Club

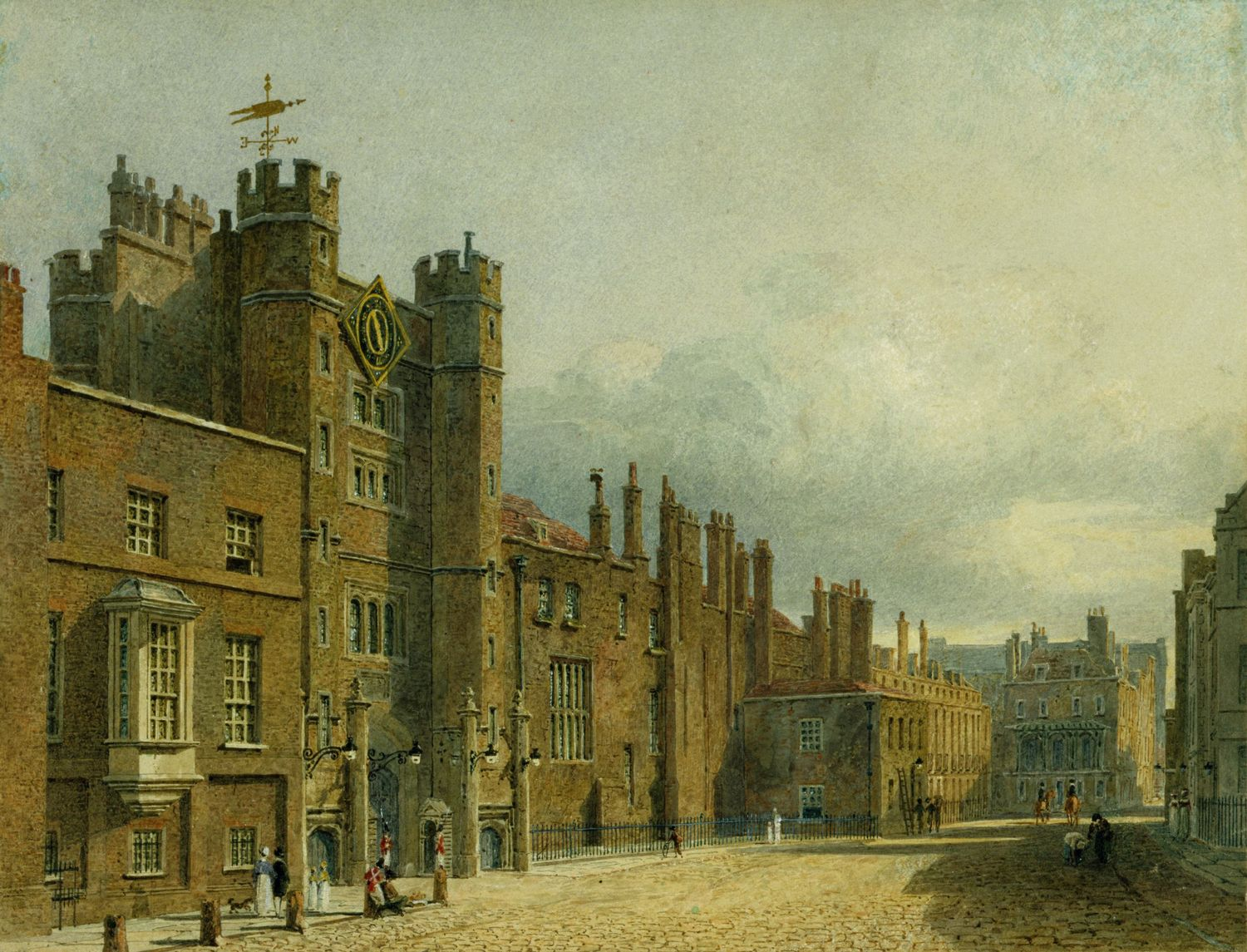
O escritor de Marte.

Martinus Scriblerus ,era um nome utilizado como pseudônimo de vários escritores famosos e reclusos que formaram um clube literário denominado Scriblerus Club . O grupo de "Scriblerian" foi fundado em 1712, e durou até a morte dos fundadores, com início em 1732 e que termina em 1745, com o Alexander Pope  e Jonathan Swift, sendo culturalmente os mais proeminentes autores. Robert Harley, 1st Earl of Oxford e Mortimer ocasionalmente aderiram ao clube para as reuniões, embora ele não é conhecido por ter contribuído para qualquer um de seus trabalhos literários.
O clube começou como um projeto de satirizar os abusos de aprendizagem onde eles possam ser encontrados, o que levou as "As memórias de Martinus Scriblerus" . A segunda edição de Pope "O Dunciad" também contém trabalhos atribuídos a Martinus Scriblerus. Richard Owen Cambridge escreveu um poema épico, "O Scribleriad", onde o herói é Martinus Scriblerus.Ao que parece,o nome "Scriberius" tem de alguma forma origens dentro desse contexto e segue o caminho misterioso desse grupo e as aventuras desse autor os passos de Swift e seu alter ego o famoso Lemuel Gulliver.

## Quem foi Martinus Scriblerus?
O nome Martinus Scriblerus,ou Scriblerius é uma forma artificial Latina. Tradução literal do nome Martin significa "de Marte." A tradução do Scriblerus, a partir do simulacro latim, significa baixa escriba, balconista, ou escritor, "escrevinhador". Da combinação das duas palavras, o significado era "um escritor de Marte." No Scriblerian atividade, não há referência a notável exceção a Swift Mars ,uma igual discussão dos marcianos satélites, que apareceram mais tarde em Gulliver's Travels.Portanto, Martinus Scriblerus deve referir-se que o autor do relatório,era na verdade Jonathan Swift. Assim, podemos ver como Swift destinados a partir do início da formação do Clube de centrar a sua atividade em torno de sua experiência pessoal. Além disso, ele deve ter convencido os dois proeminentes contribuintes, os escritores Pope e Arbuthnot, dessa necessidade.A intenção inicial do clube era ter Martin Scriblerus como herói das “Travels”.
No entanto, em algum dia após a ruptura formal do grupo, talvez durante a sua criação, Swift escolheu o nome Lemuel Gulliver. Ele também alterou o contexto, e pode ter dado o sentido ao nome Martinus Scriblerus. Foi também estreitamente associado com a sua discussão dos satélites marciano,na época uma revelação que causaria uma intensa polemica ,já que a descoberta astronômica ainda era objeto de pura especulação, e por causa dessa preocupação usava pseudônimo para a sua segurança pessoal. No entanto, aparentemente ele sentiu a necessidade de se fazer esta conexão conhecida através das memórias, desde que mais tarde com visitas a Pope, integrante do Scriblerus Club reacendeu a publicação.
A razão para a sua decisão deve continuar a ser desconhecido, só podemos especular sobre os efeitos da mudança de Scriblerus, para Gulliver. Talvez , Swift decidiu que “Memoirs” eram suficientemente distantes da sua pessoal escrita, e que poucos teriam a capacidade de entender sua revelação. Curiosamente, as “Travels” freqüentemente têm causado tanto leitores e críticos para identificar Swift com seu personagem Gulliver.
O Clube Scriblerus era um grupo informal de amigos que incluía Jonathan Swift , Alexander Pope , de John Gay , John Arbuthnot , Henry St. John e Thomas Parnell . 
É uma paródia dos romances de viagem, bem como um olhar satírico a vícios de linguagens,tendo como objetivo anagramas e códigos cifrados através de mensagens secretas trocadas entre seus autores  .Atualmente, entre um número cada vez maior de autores que andam nas sombras destacamos o misterioso C.S. Scriblerius,que se acredita seja um novo "scriblerian" ,um pseudônimo usado pelo autor do e-book  Percyfaw Code e Magical Mystery Travel.